# Константин Саваджиев
Константин Саваджиев е български алпинист, осъществил заедно с Георги Стоименов първото изкачване на Северната стена на връх Мальовица (23 август 1938 г.).

## Биография
Константин (Коце) Атанасов Саваджиев е роден на 8 юли 1906 г. Самоковец. Стругар. Саморъчно изковава 120 железни клина, с които да катерят Северната стена на връх Мальовица. Опити тази стена са бъде покорена са били правени в продължение на години от български, словенски, немски, френски и австрийски алпинисти. Саваджиев вече има натрупан опит (първо изкачване на Източната стена на Елени връх с Иван Шехтов и Георги Цанев през 1937 г. – Класическия тур, и ред други). На Лакатник е прокарал туровете Жълтата цепка, Комбинирания, Идеалния ръб, Септември (1936), Шеминето (1937).
На 21 август 1938 г., само няколко дни след неуспешния опит на именития французин Раймон Лайнингер, Коце Саваджиев и Георги Стоименов атакуват Северната стена. Този ден успяват да преодолеят 50 – 60 метра и привечер се спускат в основата. На 22 август започват отново, нощуват на стената, устояват на разразилата се буря и на другия ден, в 14 часа на 23 август, успяват да се изкачат на върха. Постижение, което за времето е било на европейско, а може би и на по-високо ниво и намира широк отзвук в туристическите и алпийски среди.
Константин Саваджиев продължава още дълги години да катери. Прокарва много нови маршрути в Рила, Пирин и Стара планина, особено в района на гара Лакатник и Черепиш.
Деец на Планинската спасителна служба (ПСС), по думите на Александър Белковски от 1940 г. неин главен двигател. По негов проект се изработва нов тип по-лека и разглобяема шейна за транспортиране на пострадали. С група планинари прави първата ски маркировка в юбългария (Черни връх - Каменното здание).
През 1958 г. е включен в състава на първата българска група, посетила Кавказ, където изкачва вр. Гумачи (3805 m).
Въпреки големия си принос за развитието на българския алпинизъм Коце Саваджиев не е удостоен с никакви отличия, нито със звание „Заслужил майстор на спорта“, нито дори само „Майстор на спорта“. Следващите поколения алпинисти обаче наричат бай Коце „Учителя“.
Константин Саваджиев умира в София на 10 декември 1987 г. 